# 名古屋市交通局2600形電車

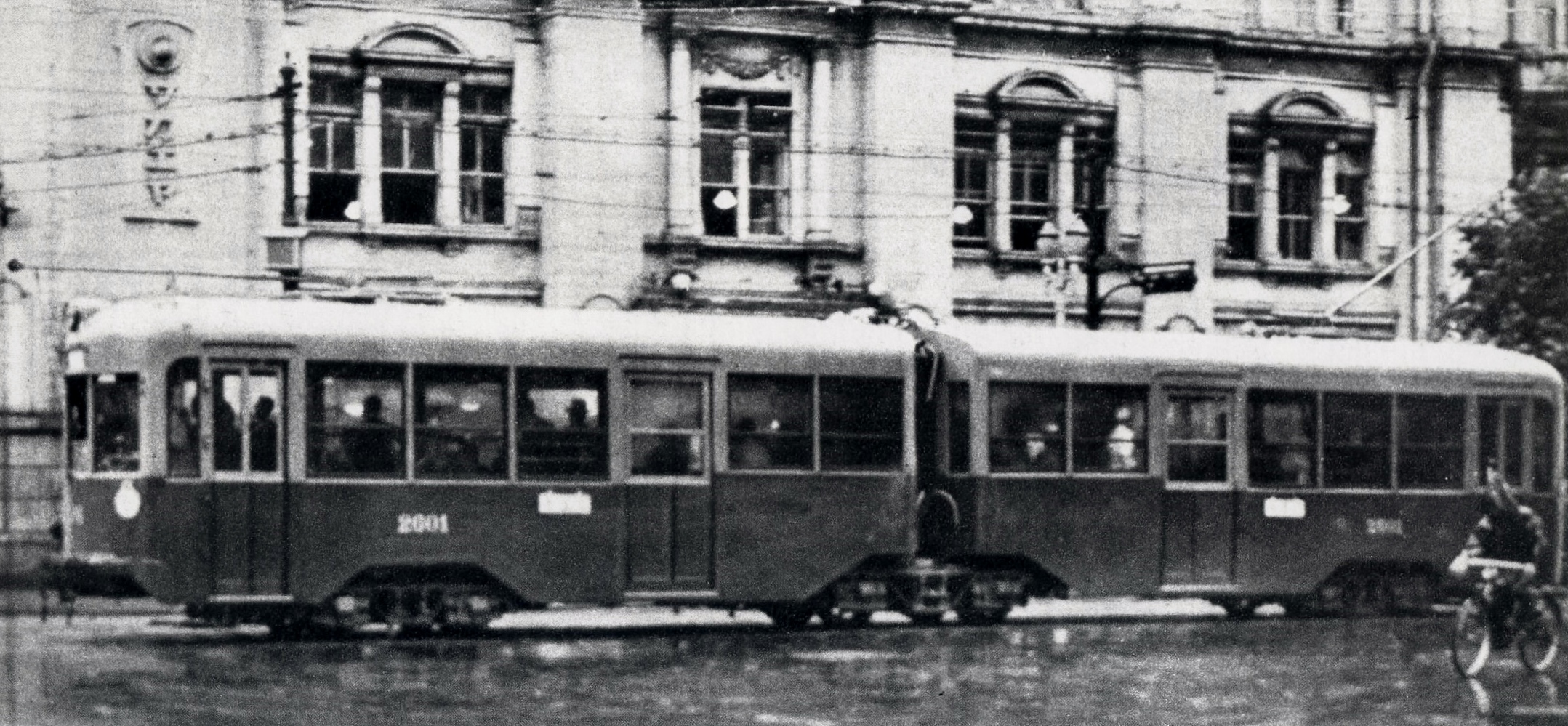
2600形2601

名古屋市交通局2600形電車は、かつて名古屋市交通局が保有していた路面電車（名古屋市電）用の車両である。京阪60型電車（びわこ号）に次いで、日本で連接構造を比較的早期に採用した車両であったことで知られている。

## 製造経緯
当時の名古屋市電では沿線に多数存在する紡績工場や金属・機械工場、それらに関連する工場や軍需工場への通勤客需要が増大し、輸送力の増強が求められるようになっていった。当時、車両の製造は監督官庁である鉄道省の割当になっていたほか、割当が当たっても鉄などの資材が入手困難になっていたため、少ない部品を用いて最大の輸送効率を確保する目的で連接構造を採用し、製造されたのがこの2600形であった。

## 概要
1941年に木南車輌製造で2601 - 2615の15両が製造された。名義上は、LSC形338 - 352の改造ということになっている。車体は側面窓配置1D3D2の車体を背中合わせに2両1組としており、前面は1400形ゆずりではあるが俗に「木南スタイル」と呼ばれる、深いカーブのおでこを持つ半流線型の3枚窓で、中央窓上に行先方向幕がつき、更にその上部に埋め込み式のヘッドライトが取り付けられていた。また、車内は後述するように連接台車にモーター、それも高床車用のものを搭載していたことから、中央扉から後ろの床はちょうど今のノンステップバスの後部がエンジンをはじめとした駆動機構のために高くなっているのと同様、その前後より高くなっていた。その分窓の大きさも連結面間とドア間で異なっており、前者のほうが小さく（上面は同じ高さだが、下面は少しかさ上げされている）なっており、車内には急なスロープがついていた。
電装品に関しては、当初は廃車予定であった単車の物を流用することにしていたが、容量が不足するため小型ボギー車へ振り向けることに変更し、MB型用50Hpのを2基取り付けることにした。だが、これは前述のように高床車に本来用いられるものであったため、モーターを取り付ける中間台車の部分だけを高床にし、前後部分に関しては低床用のものを取り付けた。この構造にすることで、走行抵抗の低減も図ることになっていた。ただ、全長18mの連接車のモーターが50Hp2基というのはいかにも出力不足で、覚王山以東の勾配のきつい区間には入線することができなかった。
2600形の付番方式は、後の西日本鉄道北九州線・福岡市内線や広島電鉄の連接車のように車番の後ろにA,B,Cといったアルファベットをつけることで連結位置を示すといったものではなく、2両一組で同じ車番とするものであった。
2600形がよく「日本最初の路面電車向けの連接車」として採り上げられるのは、確かに京阪60型も路面区間を走行したが、それはあくまでも京都市内及び大津市内の一部の区間のみであって、そのほとんどの区間は専用軌道を走行しており、路面電車というよりむしろ路面電車に直通できる高速電車、といったほうがふさわしい車両だからである。

## 運用
2600形はこちらも輸送力不足に悩まされていた栄町線（広小路線）などの幹線に投入され、これらの幹線系統から捻出された車両をもって軍需工場に向かう系統の増発及び車両の大型化を実施することで、輸送力の増強を図った。太平洋戦争末期の名古屋市は前述のとおり航空機をはじめとした日本の軍需工業の中心地であったことから、継戦能力を喪失させるためにB-29 による執拗かつ大規模な空襲を受けた。2600形も栄町線を担当する池下車庫が空襲を受けて全焼するなどしたため、2603,2606,2614の3両が被災し、1958年9月に2613と2615が欠番を埋める形でそれぞれ2代目の2603,2606に改番されて、2601～2612に整理された。
戦後はモーターや制御器を交換したほか、集電装置もポールからビューゲルを経て、最終時にはZパンタグラフに換装されていた。ヘッドライトを他形式同様前面窓下に移設したが、このことで独特の広いおでこが目立ってしまい、屋根の浅い1400形や1800形以降の戦後登場の新車群に比べてずんぐりとしていた。また、窓周りなどを中心に若干の改造が施された。
戦後の2600形は池下車庫に所属していたが、1958年12月の同車庫閉所後には稲葉地車庫に転属し、栄町線を中心に活躍して、東山線開業前後には逼迫していた同線の輸送力向上に寄与した。その後地下鉄東山線が延伸されるにつれて相対的に市電の利用者が減少し、1960年代前半には浄心車庫に転属して、やがて運行も朝夕のラッシュ時や団体輸送主体となった。廃車は路線が縮小する過程の1968年の大津町線大津橋～熱田線金山橋間の廃止に伴って半数の6両が廃車され、1969年2月の野立築地口線廃止に伴う港車庫所属車両の余剰車に置き換えられて残る全車が廃車された。

## 車両諸元
- 車体長：18000mm
- 車幅：2334mm
- 車高：3575mm
- 定員：120人
- 自重：20.0t
- 製造両数：15
- 台車：木南バー型
- 電動機：37kw×2